# Korona Sudetów Czeskich
Korona Sudetów Czeskich – 24 najwyższe szczyty i wzniesienia w czeskiej części Sudetów, po jednym z każdego pasma.
W 2008 Komisja Turystyki Górskiej Oddziału Ziemi Wałbrzyskiej PTTK ustanowiła Odznakę Turystyczną „Zdobywca Korony Sudetów Czeskich”. Celem odznaki jest zachęcenie do poznania gór, uprawiania turystyki i krajoznawstwa górskiego na terenie Sudetów Czeskich. Aby zdobyć tytuł i odznakę Zdobywcy Korony Sudetów Czeskich należy zdobyć wszystkie najwyższe szczyty 24 pasm w Sudetach Czeskich, w dowolnie wybranej kolejności, podczas pieszych wędrówek i potwierdzić ten fakt w książeczce lub kronice weryfikacyjnej.

## Lista szczytów
Wykaz szczytów należących do Korony Sudetów Czeskich:
| Szczyty Korony Sudetów Czeskich | Szczyty Korony Sudetów Czeskich     | Szczyty Korony Sudetów Czeskich | Szczyty Korony Sudetów Czeskich                      | Szczyty Korony Sudetów Czeskich   | Szczyty Korony Sudetów Czeskich |
| Lp.                             | Nr podz. fizycznogeogr. Makroregion | Nr podz. fizycznogeogr.         | Mezoregion                                           | Najwyższy szczyt                  | Wysokość m n.p.m.               |
| ------------------------------- | ----------------------------------- | ------------------------------- | ---------------------------------------------------- | --------------------------------- | ------------------------------- |
| 1                               | 332.1 Przedgórze Sudeckie           | 332.17                          | Przedgórze Paczkowskie (cz. Žulovská pahorkatina)    | Boží hora                         | 527                             |
| 2                               | 332.2 Pogórze Zachodniosudeckie     | 332.24                          | Pogórze Łużyckie (cz. Šluknovská pahorkatina)        | Hrazený                           | 608                             |
| 3                               | 332.2 Pogórze Zachodniosudeckie     | 332.26                          | Pogórze Izerskie (cz. Frýdlantská pahorkatina)       | Andělský vrch                     | 573                             |
| 4                               | 332.3 Sudety Zachodnie              | 332.31                          | Góry Łużyckie (cz. Lužické hory)                     | Luž                               | 793                             |
| 5                               | 332.3 Sudety Zachodnie              | 332.32                          | Grzbiet Jesztiedzki (cz. Ještědsko-kozákovský hřbet) | Ještěd                            | 1012                            |
| 6                               | 332.3 Sudety Zachodnie              | 332.33                          | Kotlina Liberecka (cz. Liberecká kotlina)            | Prosečský hřeben                  | 593                             |
| 7                               | 332.3 Sudety Zachodnie              | 332.34                          | Góry Izerskie (cz. Jizerské hory)                    | Smrek (cz. Smrk)                  | 1124                            |
| 8                               | 332.3 Sudety Zachodnie              | 332.37                          | Karkonosze (cz. Krkonoše)                            | Śnieżka (cz. Sněžka)              | 1603                            |
| 9                               | 332.3 Sudety Zachodnie              | 332.39                          | Podgórze Karkonoskie (cz. Krkonošské podhůří)        | Hejlov                            | 835                             |
| 10                              | 332.4/5 Sudety Środkowe             | 332.41                          | Brama Lubawska (cz. Libovské sedlo)                  | Žaltman                           | 741                             |
| 11                              | 332.4/5 Sudety Środkowe             | 332.43                          | Góry Kamienne (cz. Meziměstská vrchovina)            | Královecký Špičák                 | 881                             |
| 12                              | 332.4/5 Sudety Środkowe             | 332.47                          | Obniżenie Ścinawki                                   | Mlýnský vrch                      | 524                             |
| 13                              | 332.4/5 Sudety Środkowe             | 332.48                          | Góry Stołowe (cz. Stolové hory)                      | Bor                               | 853                             |
| 14                              | 332.4/5 Sudety Środkowe             | 332.51                          | Pogórze Orlickie (cz. Podorlická pahorkatina)        | Špičák                            | 841                             |
| 15                              | 332.4/5 Sudety Środkowe             | 332.52                          | Góry Orlickie (cz. Orlické hory)                     | Wielka Desztna (cz. Velká Deštná) | 1116                            |
| 16                              | 332.4/5 Sudety Środkowe             | 332.54                          | Kotlina Kłodzka (cz. Kladská kotlina)                | Hůrka                             | 585                             |
| 17                              | 332.6 Sudety Wschodnie              | 332.61                          | Góry Złote (cz. Rychlebské hory)                     | Smrek (cz. Smrk)                  | 1127                            |
| 18                              | 332.6 Sudety Wschodnie              | 332.62                          | Masyw Śnieżnika (cz. Králický Sněžnik)               | Śnieżnik (cz. Sněžník)            | 1423                            |
| 19                              | 332.6 Sudety Wschodnie              | 332.63                          | Góry Opawskie (cz. Zlatohorská vrchovina)            | Příčný vrch                       | 975                             |
| 20                              | 332.6 Sudety Wschodnie              | 332.64                          | Hanušovická vrchovina                                | Jeřáb                             | 1003                            |
| 21                              | 332.6 Sudety Wschodnie              | 332.65                          | Wysoki Jesionik (cz. Hrubý Jeseník)                  | Pradziad (cz. Praděd)             | 1491                            |
| 22                              | 332.6 Sudety Wschodnie              | 332.66                          | Niski Jesionik (cz. Nízký Jeseník)                   | Slunečná                          | 802                             |
| 23                              | 332.6 Sudety Wschodnie              | 332.67                          | Mohelnická brázda                                    | Jelení vrch                       | 345                             |
| 24                              | 332.6 Sudety Wschodnie              | 332.68                          | Wyżyna Zabrzeska (cz. Zábřežská vrchovina)           | Lázek                             | 715                             |